# ديفيد ستيوارت باركر
ديفيد ستيوارت باركر (بالإسبانية: David Stuart Parker)‏ هو سياسي بنمي وأمريكي، ولد في 22 مارس 1919 في حصن هواشوكا في الولايات المتحدة، وتوفي في 9 مايو 1990.